# Iryna Kalynets
Iryna Kalynets (Leópolis, 6 de diciembre de 1940 - Leópolis, 31 de julio de 2012) fue una escritora y poeta ucraniana. Activista y disidente soviética durante la década de 1970.

## Biografía
Nació en una familia de fieles de la Iglesia greco-católica ucraniana, perseguida en la Unión Soviética. Su padre, Onufri Ivànovitx Stàssiv, era un trabajador de la localidad de Bratkovitxi, en el distrito de Horodok. Su madre - Hanna Dmítrivna Stàssiv (Petik), provenía de una familia campesina de la aldea de Malnivska Quería, raion de Mostiska. Entre los familiares de Irina había personas relacionadas con la OUN. En los años de la posguerra fue testigo de la expulsión en masa de ucranianos a Siberia. Desde la infancia soñaba fervientemente con la independencia de Ucrania.
Kalynets se graduó de la Universidad de Lviv con una licenciatura en filología. Después de esto, enseñó lengua y literatura ucranianas en el curso preparatorio del Instituto Politécnico de Lviv. También publicó cuentos y poemas infantiles en publicaciones periódicas.
Se casó con el disidente soviético, Íhor Kalynéts y tenían estrecha amistad con otros destacados disidentes y presos políticos, como Valentín Moroz Viacheslav Txornovil, Vassil Stuss, Mikhail Horinn, Stefan Xabatura o Ivan Hel.

## Trayectoria
Se unió a un grupo de derechos humanos llamada "shistdesyatnyky" y fue editora de una revista prohibida de derechos humanos, Український Вісник (Heraldo de Ucrania).
También protestó públicamente por la detención de otros disidentes, entre ellos Nina Strokata y Valentyn Moroz. Kalynets y otros dos activistas, Nadia Svitlychna y Stefania Shabatura, fueron detenidos por un escrito en la propaganda soviética. Ella fue sentenciada a seis años de prisión y tres años de exilio interno dentro de la Unión Soviética.
Durante la segunda ola de represalias de Brezhnev fue despedida por hablar en defensa de los artistas perseguidos en 1970. Posteriormente trabajó como tejedora. Enseñó lengua y literatura en la escuela.

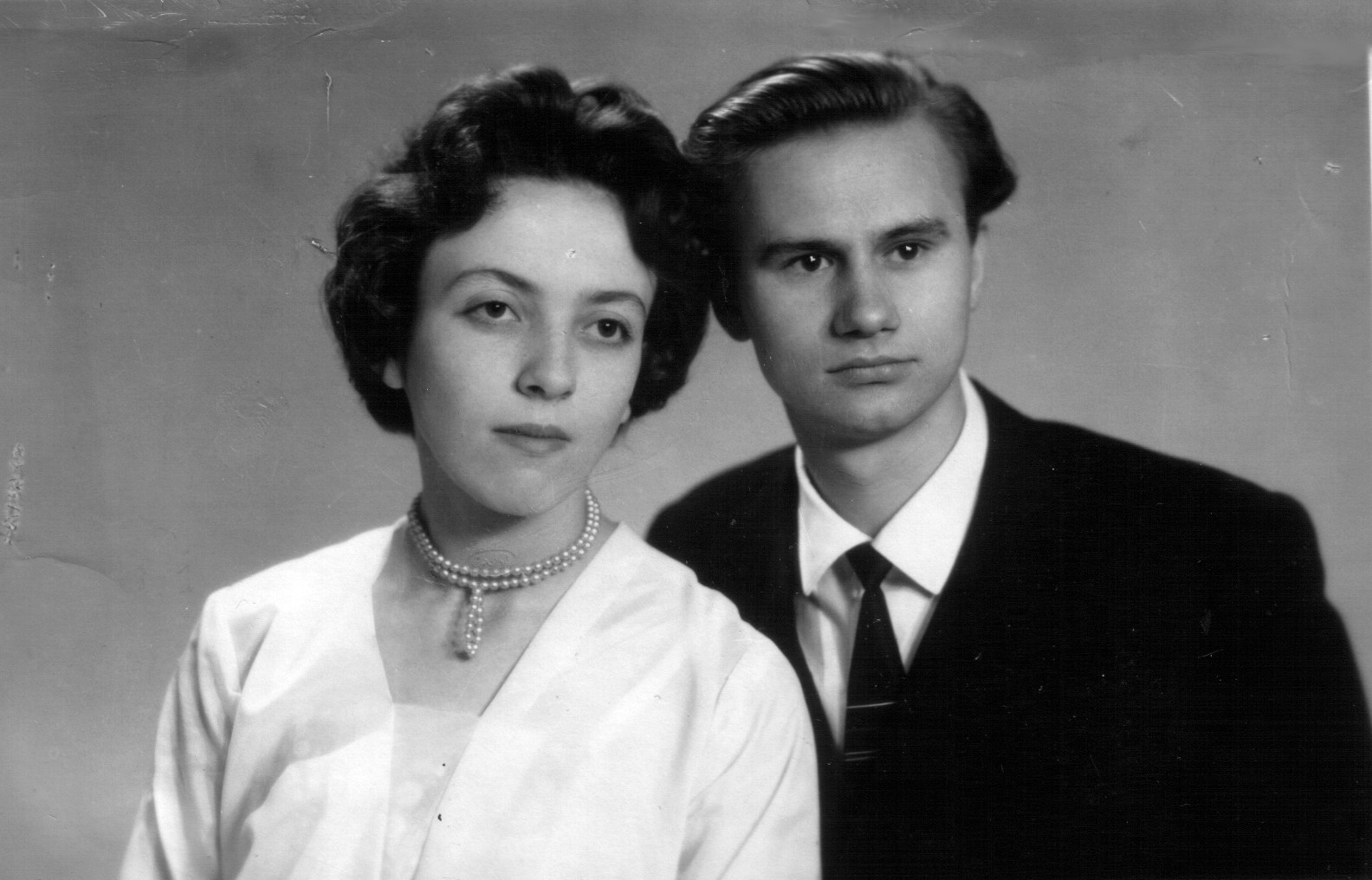
El matrimonio Kalynest

En julio de 1970 firmó una protesta, con 9 ciudadanos de Lviv, en contra de la detención de Valentín Moroz. En el otoño de ese mismo año su marido envió una petición a la Oficina del Fiscal de la URSS para obtener permiso para asistir al juicio de Moroz. Escribió una carta al presidente del Consejo de Ministros de la URSS O. Kosihinu en nombre de los familiares y amigos de Moroz, y una carta al Soviet Supremo de protesta contra las irregularidades producidas durante el juicio. En diciembre de 1971 ella y Petra Iakir, Vassil Stuss, Leonid Timtxuk y Viacheslav Txornovil firmaron la declaración sobre el establecimiento del Comité para la Defensa de Nina Antònívna Karavanska.
En julio de 1972, bajo el artículo. 62 del Código Penal "agitación antisoviética y propaganda" un tribunal condenó Stefan Xabatura e Iryna Kalynets a 6 años de prisión en régimen estricto y 3 años de exilio interno y meses más tarde y por los mismos cargos, fue condenado su marido. Su pequeña hija, Zvenislava, estuvo separada de sus progenitores durante 9 años.
Cumplió su condena en los campos de trabajo de Mordovia, y allí se unió a las protestas por las condiciones que había en los campos, exiginedo el reconocimiento de presos políticos. Después de cumplir su condena de exilio en la provincia de Chita, fue liberada en 1981 y regresó a Lviv.
A finales de los años 80 se convirtió en una activista defensoda de la Iglesia Católica de Ucrania. Defensora del movimiento por la independencia de Ucrania, pronto se unió a Memorial y Rukh, un par de organizaciones de derechos civiles.
Ucrania se separó de la Unión Soviética en 1991. Kalynets fue elegida diputada de la Rada Suprema en el primer parlamento posterior a la independencia de Ucrania. Llegó a ser la jefa de la Administraciión de Educación en el Óblast de Lviv y participó en las reformas del sistema educativo ucraniano.
Iryna Kalynets continuó publicando escritos hasta que su salud se deterioró. Murió a causa de una larga enfermedad el 31 de julio de 2012, a la edad de 71 años.

## Obra
- Вбивство тисячолітньої давності. — Lviv: [Missioner], 1997. — 343 pàgs. — ISBN 966-7086-32-1.
- Гуни — нащадки Ізраїля. — Lviv: [Missioner], 1997. — 127 pàgs. — ISBN 966-7086-19-4.
- Загадки хрещення України-Руси. — Lviv: [Missioner], 2000. — 198 pàgs. — ISBN 966-7086-59-3.
- Лелека і Чорна хмара. — Кíev. : Besselka, 1993. — 23 pàgs.
- Пімбо-Бімбо. — Kíev: Piràmida, 2000. — 40 pàgs. — ISBN 966-7188-15-9.
- Студії над «Словом о полку Ігоревім». — Lviv: [Missioner],, 1999. — 166 pàgs. — ISBN 966-7086-59-3.
- Це ми, Господи. — Lviv, [Logos] 1993. — 124 с.
- Шлюб із полином. — Lviv: [Missioner], 1995. — 167 pp. — ISBN 5-7707-7272-7.
- Останній пагінець євшану // Dzvin. — 1992. — n.º 7/8. — pp. 2-6
- Повернення // Dzvin. — 1992. — n.º 11/12. — pp. 82-89
- Поїзд // ciència-ficció. — 1991. — n.º 10. — p. 21.
- Про смерть Валерія Гнатенка // Sutxasnist. — 1987. — part 9. — pàgs. 45—48
- Феодосій Печерський // Kiev, Tserkva — Lviv, 2000. — n.º 3. — pp. 51-54.